# Strigocis bicornis
Strigocis bicornis es una especie de coleóptero de la familia Ciidae.

## Distribución geográfica
Habita en el Centro y el sur de Europa.